# Voices of Fire
Voices of Fire é o sexto álbum de estúdio da banda alemã de metal a cappella van Canto. Traz participações do ator John Rhys-Davies, do London Metro Voices e do coral infantil da Chorakademie Dortmund. É o último álbum com o do vocalista Dennis "Sly" Schunke, que deixaria a banda em 2017.

## Recepção
O álbum recebeu de críticas mistas a positivas.
| Críticas profissionais | Críticas profissionais |
| Avaliações da crítica  | Avaliações da crítica  |
| Fonte                  | Avaliação              |
| ---------------------- | ---------------------- |
| Metal Temple           | [ 5 ]                  |
| All About the Rock     | [ 6 ]                  |
| Metal.de               | [ 7 ]                  |
| Musik Reviews          | [ 8 ]                  |
| Laut.de                | [ 9 ]                  |
| Ghost Cult             | [ 10 ]                 |

## Faixas
| N.º | Título                                                                  | Duração |  |
| 1.  | "Prologue" (Prólogo)                                                    | 2:56    |  |
| 2.  | "Clashings on Armour Plates" (Colisões em Couraças)                     | 4:06    |  |
| 3.  | "Dragonwake" (Despertar do Dragão)                                      | 5:12    |  |
| 4.  | "Time and Time Again" (De Novo e de Novo)                               | 4:22    |  |
| 5.  | "All My Life" (Toda Minha Vida)                                         | 4:12    |  |
| 6.  | "Battleday's Dawn" (Nascer do Dia da Batalha)                           | 3:28    |  |
| 7.  | "Firevows (Join the Journey)" (Juramentos de Fogo (Junte-se à Jornada)) | 3:53    |  |
| 8.  | "The Oracle" (O Oráculo)                                                | 4:53    |  |
| 9.  | "The Betrayal" (A Traição)                                              | 4:08    |  |
| 10. | "We Are One" (Somos Um)                                                 | 5:28    |  |
| 11. | "The Bardcall" (O Chamado dos Bardos)                                   | 4:46    |  |
| 12. | "To Catharsis" (Para Catarse)                                           | 4:53    |  |
| 13. | "Epilogue" (Epílogo)                                                    | 0:50    |  |

| Faixa bônus da edição limitada |                |         |  |
| N.º                            | Título         | Duração |  |
| 14.                            | "Hymn" (Hino)  | 2:16    |  |
| Duração total:                 | Duração total: | 55:18   |  |

## Créditos
- Dennis "Sly" Schunke – vocais masculinos
- Inga Scharf – vocais femininos
- Ross Thompson – vocais de guitarra mais aguda
- Stefan Schmidt – vocais de guitarra mais graves, vocais de guitarra solo
- Jan Moritz – vocais de baixo
- Bastian Emig – bateria

Participações
- Metro Voices - coral
- John Rhys-Davies - narração
- Chorakademie Dortmund - coral infantil

Outros
- Osmar Arroyo - capa